# Jati (Bener)
Jati is een bestuurslaag in het regentschap Purworejo van de provincie Midden-Java, Indonesië. Jati telt 1583 inwoners (volkstelling 2010).